# Johann Doläus

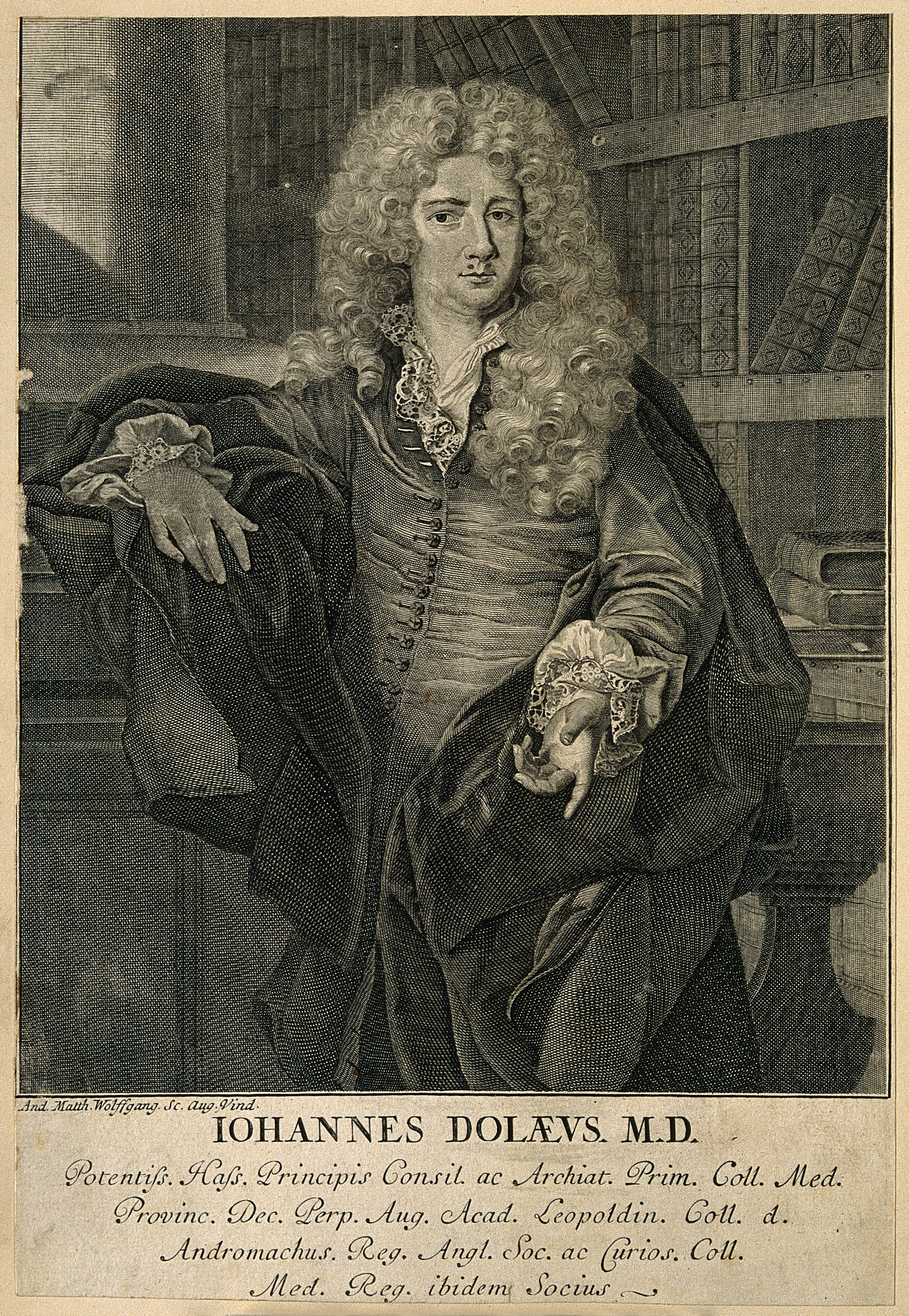
Johannes Dolaeus. Stich von Andreas Matthias Wolfgang

Johann Doläus (auch Johannes Doläus, * 7. September 1651 in Hofgeismar; † 12. September 1707 in Kassel) war ein deutscher Mediziner und Leibarzt des Landgrafen von Hessen-Cassel.

## Leben
Johann Doläus besuchte das Gymnasium in Frankenthal und studierte ab 1669 an der Universität in Heidelberg, 1670 in Sedan und bei Guy Patin in Paris und 1671 bei Thomas Sydenham in London sowie auch in Oxford Medizin. 1673 wurde er in Heidelberg promoviert. Anschließend wurde er Physicus in Limburg an der Lahn und wirkte als herzoglicher nassauischer Hofarzt und Leibarzt der Prinzessin Albertine von Nassau. 1682 übersiedelte er nach Hanau, wurde Rat und Leibarzt des Landgrafen von Hessen-Cassel und wirkte als Professor am Hanauer Lyceum. Er war eng mit dem Mediziner und Professor für Medizin und Physik an der Universität Marburg Johann Jakob Waldschmidt befreundet, mit dem er gemeinsam über Arzneien forschte.
Am 15. Juni 1680 wurde Johann Doläus mit dem akademischen Beinamen Andromachus als Mitglied (Matrikel-Nr. 91) in die Leopoldina aufgenommen.